# Stanley Engineering Company

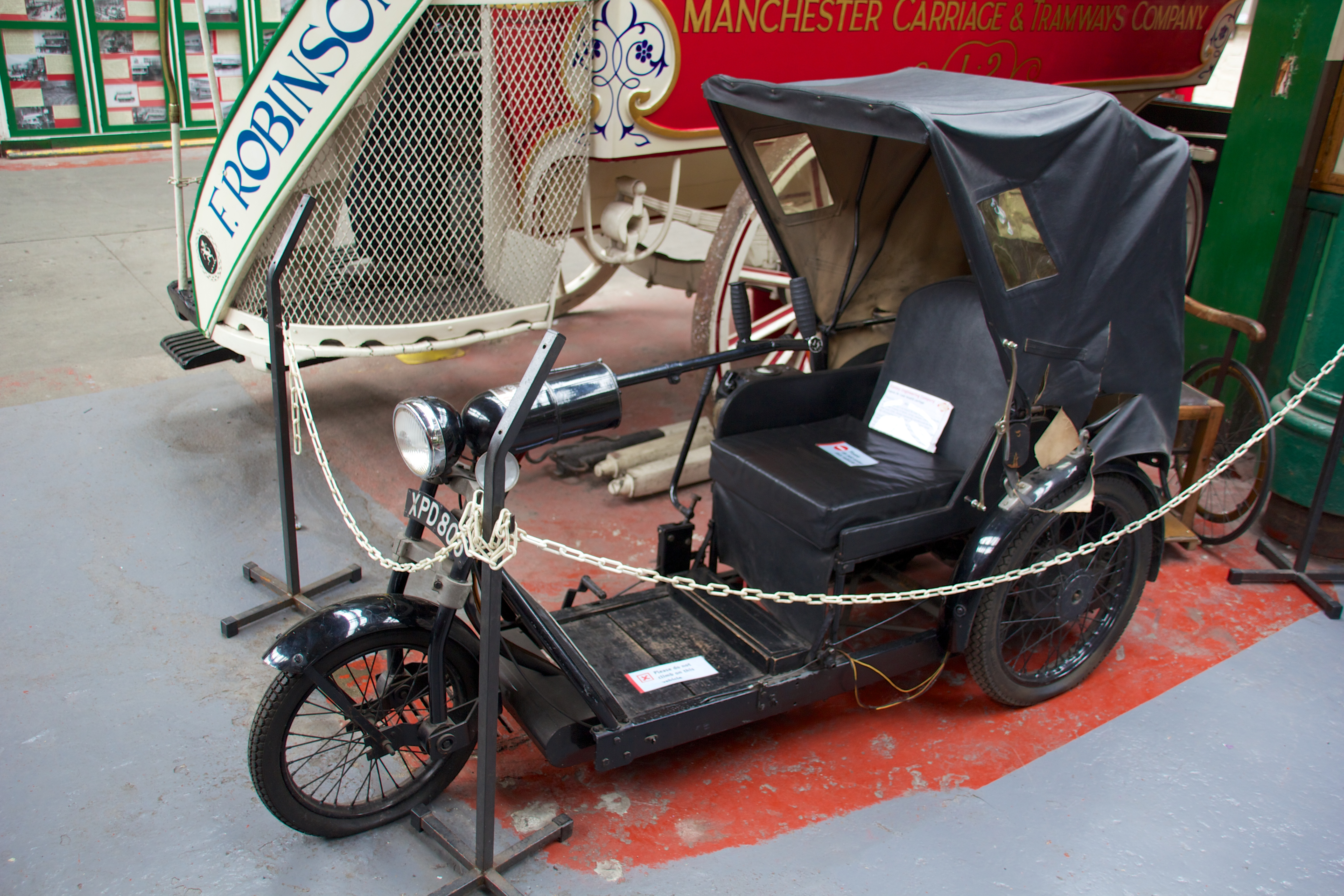
Argson

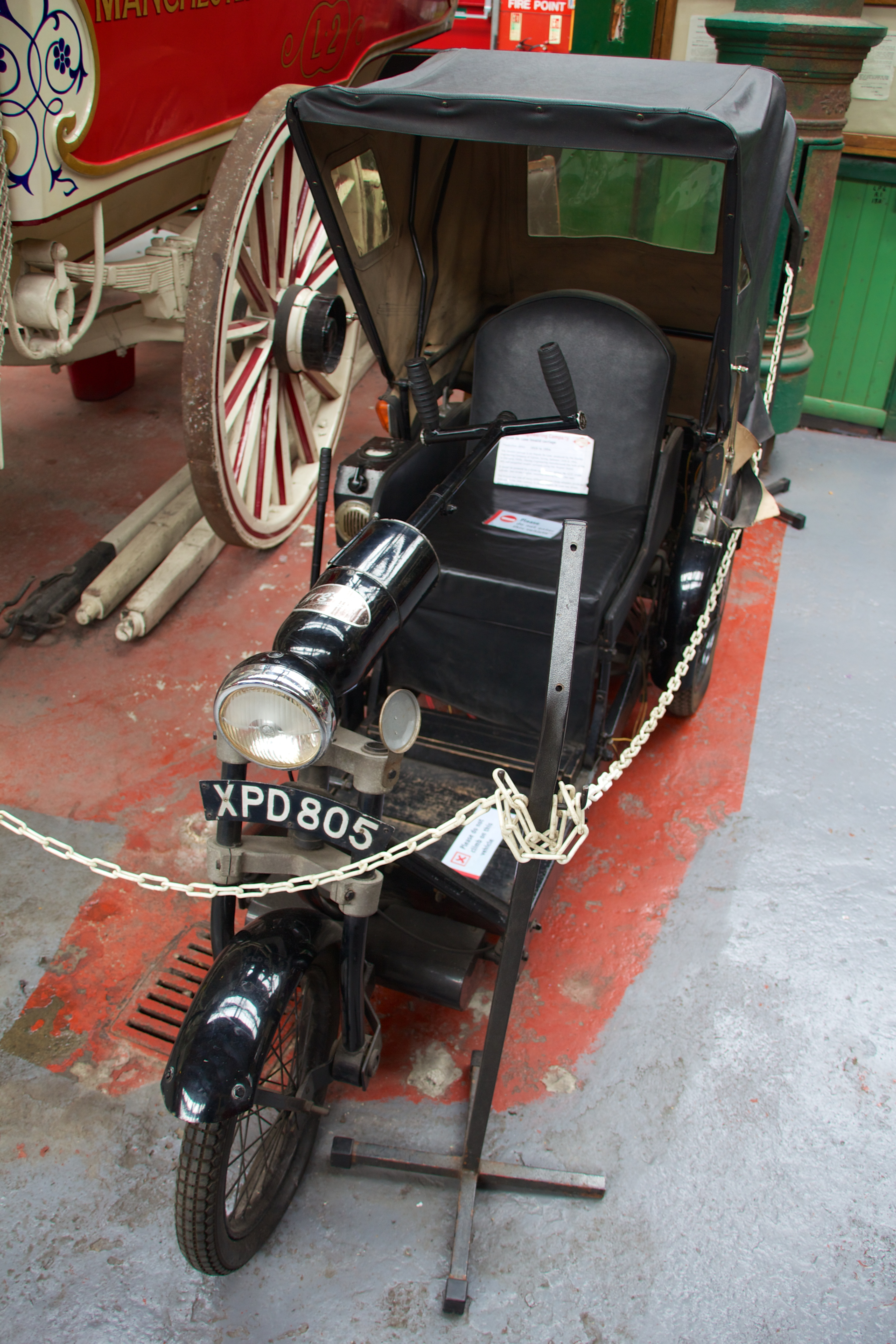
Argson

Stanley Engineering Company Limited, zuvor Argson Engineering Company Limited, war ein britischer Hersteller von Automobilen.

## Unternehmensgeschichte
A. R. Garnett und S. O. Needham gründeten 1919 in London das Unternehmen Argson Engineering Company Limited und begannen mit der Produktion von handbetriebenen Fahrzeugen für Invaliden. 1922 kamen motorgetriebene Fahrzeuge dazu. Der Markenname lautete Argson. 1926 übernahm Stanley Engineering Company Limited aus Egham die Produktion. Etwa 1952 endete die Produktion. Harper Engineering übernahm das Unternehmen und setzte die Produktion an einem neuen Standort am Flughafen Exeter mit einem neuen Modell und dem eigenen Markennamen fort.

## Fahrzeuge
Im Angebot standen Dreiräder mit einem einzelnen Vorderrad. Das erste Motorfahrzeug Beaufort von 1922 hatte einen selbst entwickelten Motor mit 172 cm³ Hubraum. 1923 folgte eine Version mit Elektromotor. In den 1930er Jahren trieb oftmals ein Zweitaktmotor von Villiers Ltd mit 147 cm³ Hubraum die Fahrzeuge an. Zu der Zeit gab es die Modelle Standard, De Luxe und Runnymede.
Fahrzeuge dieser Marke sind im Myreton Motor Museum in Longniddry bei Aberlady, East Lothian und im Museum of Transport, Greater Manchester in Manchester ausgestellt.